# Vega de Liébana
Vega de Liébana est une commune espagnole située dans la communauté autonome de Cantabrie.